# 1961年の日本の女性史
本項目1961年の日本の女性史（1961ねんのにほんのじょせいし）では、1961年（昭和36年）の日本における女性に関するできごとを時系列的に挙げる。参考文献は日本の女性史年表を参照のこと。
本項目は歴史研究としての女性史ではなく、日本における女性に関するできごとをある体系に基づいて述べようとするものではない。

## 1～3月
- 1月7-18日 第9回汎太平洋東南アジア婦人会議、オーストラリアで。日本から12人出席
- 1月14-23日 アジアアフリカ婦人会議に田中寿美子ら出席、カイロで。
- 1月19-20日 全国農協婦人団体連絡協議会（農婦協）結成10周年記念第6回全国農協婦人大会、1300人参加、スローガン「一人一人の豊かな体験を組織し結集して暮しを高めよう」
- 1月29日 日本教職員組合、第10次全国教研、「家庭一般の女子必修」をめぐり男女の特質について論議、女子の特性と役割に関して意見対立。
- 1月- 全国発明婦人協会結成、会長は厚生大臣中山マサ
- 2月1日 東京都民生局婦人部、家庭相談員制度新設、26人の相談員を福祉事務所に配置
- 2月20日 地婦連など7婦人団体、物価値上げ対策婦人団体懇談会開催、消費者保護政策実施を首相に申入れ。
- 2月22日 関西主婦連、物価・公共料金値上げに反対して上京、東京駅前で反対署名運動
- 3月1日 物価値上げ反対婦人大会、エプロンデモ、日生協婦人部会・主婦連・農婦協など。
- 3月8日 国際婦人デー中央大会、賃上げ・ILO条約の即時批准・物価値上げ反対などを決議、全国各地でも記念集会。
- 3月18日 第1回全国地域婦人大会、全国地域婦人団体連絡協議会主催、1000名参加、議題「公明選挙運動をはばむもの」「青少年対策と地域婦人会活動」
- 3月28日 労働省婦人少年局、事務の機械化・経営の合理化に伴って変化している女子事務職員の取扱いについて、製造業・金融業の人事管理者を招いて懇談会を開催。
- 3月- 板橋区で学童保育みどり会誕生、区内の園長・父母会・保母(現在の保育士)の協力でスタート。

## 4～7月
- 4月1日 須賀川市、子持ちの女子職員7人に退職勧告、人事刷新のためと。
- 4月13日 日本婦人教室の会（1969年に「日本民主婦人の会」に改称）が結成される。赤松常子が会長に就任。
- 4月16-17日 第6回はたらく婦人の中央集会、2500人参加、大幅賃上げ・同一労働同一賃金・最賃制・権利と母体保護・保育所がテーマ 。
- 4月18日 第1回信州婦人大会、長野県連合婦人会主催
- 5月1日 文部省に婦人教育課設置
- 5月15日 子殺しの女性に懲役3年執行猶予3年の判決、静岡地裁。

足入れ婚をさせられた23歳の女性が実家に戻された後に別の家に嫁ぎ、前夫の子を産んで死なせた事件。
- 5月24日 売春をなくす運動、労働省等主催、全国的に実施
- 5月- 神戸市長田区の婦人共励会、日雇いの女性達の子供を預かる託児所ひなづる園を開園。

婦人共励会は、戦後間もなく未亡人の集まりとして組織され、現在は、厚生労働省所管の公益法人で都道府県・政令指定都市におかれた母子寡婦福祉団体の下にある。母子家庭や寡婦の福祉が目的。
- 6月1日 酒に酔って公衆に迷惑をかける行為の防止に関する法律公布、衆参婦人議員が超党派で推進。
- 6月10日 アジア・アフリカ子ども会議、婦人団体連合会（婦団連）・日本子供を守る会・A.A.子供会議共催
- 6月26日 国際連合憲章調印記念婦人指導者セミナー、国連NGO国内婦人委員会など共催
- 7月- 全日本損害保険労働組合（全損保）、キーパンチャー・タイピストの職業病対策の統一要求をかかげる、休憩時間要求など。
- 7月- 沖縄人権協会、米兵（アメリカ軍の兵隊） の妻子置き去り帰国について調査を開始
- 7月31日-8月1日 総評主婦の会第2回定期大会、「内職などしにですむ生活ができるよう組合とともに大幅賃上げをかちとるために労働者の妻であることを自覚しましょう」など決議。

## 8～10月
- 8月14日 婦人少年局、農村婦人問題研究会議を開催、今後の農村婦人問題を把握し、行政上の参考にするため。以後毎年開催
- 8月20-21日 第7回日本母親大会、母親運動と政党との関係について論議、1万4000人参加
- 8月- 産業能率短期大学（現・自由が丘産能短期大学）、一般女子事務職員を対象とする「女子社員訓練コース」設置。
- 9月 通産省で上級職の女性が初めて採用された。中央の経済官庁で上級職の女性の採用は初。

1961年度国家公務員上級試験（甲・乙種）合格者1531人中女性は115人で、昨年より大きく増加した。
- 9月- そごう百貨店労働組合、2週間のつわり休暇を獲得。
- 10月1日 東京都、売春婦の更生を指導する総合施設「女子保護センター」開所。取締りと更生をスムーズに行う全国で初めての試み。
- 10月3日 郵政省、育児時間の弾力的使用を禁止、申請書で届出した者のみに許可。

それまで育児のために出退庁時間を調整する等の弾力的使用が認められていた。
このころより、日本専売公社、託児所の拡張制限・託児の年齢制限など制限を強める。
- 10月10日 神田 (千代田区)の病院で赤ちゃん盗み出し事件

弁護士の33歳の内妻が"妻の座"が欲しいため、妊娠したと嘘をつき産院から赤ちゃんを盗み出した。
- 10月13日 長野県東筑摩婦人問題研究集会、結婚衣装の打掛廃止を決議、県集会で提案。
- 10月20日 政治的暴力行為防止法（政暴法）案・学力テスト・物価値上げ反対母親大会、母親連絡会主催
- 10月27日 東京で初の女性個人タクシー登場
- 10月- 日紡貝塚女子バレーボールチーム、ヨーロッパで24戦無敗、東洋の魔女と呼ばれる。

## 11～12月
- 11月2日 炭坑のお母さんと話しあう会、総評主婦の会主催
- 11月5-6日 高知県母と女教師の会、基地撤去要求など決議、2000人参加
- 11月8日 昭和女子大学生2名、政治的暴力行為防止法（政暴法）案反対署名運動により登校停止
- 11月9日 女子教育職員の出産に際しての補助教育職員の確保に関する法律公布、産休補助員の法的位置の明確化。幼稚園にも適用、私立学校における措置も追加
- 11月10日 全日本婦人連盟結成1周年記念式典とアジア婦人親善の集い、2600人参加、会場で「皇室の尊厳を守る」署名
- 11月18日 福田英子を記念する集い、明治大学で、200人参加
- 11月25日 保育所要求婦人大会、東京保育所づくり協議会・婦人月間実行委主催、700人参加
- 11月29日 児童扶養手当法公布、貧困母子家庭の子供に毎月1人800円の支給決まる。
- 11-12月 第5回母体保護運動強化月間、パンフレット「ILO102・3号条約批准をめざして母体保護運動を飛躍的に発展させよう」発行
- 11月- アンネ社が「40年間お待たせしました」のキャッチコピーで紙製生理用品"アンネナプキン"発売開始、驚異的な売上げを記録

これ以後長期間に亘って、"アンネ"の語は女性の"生理"の代名詞としても使われた。
- 11月- 「私立大学の文学部は女子学生に占領され、今や花嫁学校化している」と早稲田大学の暉俊康隆教授が発言、"女子学生亡国論"論争起こる。
- 12月2日 『青鞜』『女人文芸』『婦人文藝』を中心とした婦人文芸運動の50年の集い、婦人文芸の会主催
- 12月3日 全国未亡人団体協議会が計画した「お母さんの貯金旅行」、第1陣出発、愛知で。
- 12月7日 主婦連、消費生活についての「苦情の窓口」開設。: 開設の場に経済企画庁長官など諸官庁の係員出席。主婦連の消費者運動、経済企画庁や生産性本部の消費者行政との結びつきを深める。
- 12月19日 大浜英子、婦人初の中央選挙管理会委員長に

## この年
- シームレス・ストッキング流行
- 好況で女子雇用者ふえる
- 税金の配偶者控除制度発足
- 美容家の大関早苗、男性向け美容室開設
- 少年少女の睡眠薬遊び流行　厚生省、未成年者への睡眠薬販売を禁止
- 婦人少年局、女子事務職員実態調査。1960年平均全産業男女事務従業者の構成比男63％、女37％、女子事務員の平均給与男子の半分
- 離婚の際、慰謝料・財産分与等について取り決めた夫婦は40％、夫が妻に分けたのは20％未満。労働省調べ